# دیوتسی، والیوو
دیوتسی (به صربی: Divci) یک روستا در صربستان است که در ناحیه کولوبارا واقع شده‌است.
 دیوتسی  ۷۱۷ نفر جمعیت دارد.